# Робертсон (округ, Теннессі)
Шаблон:StateAbbr_ 36°32′ пн. ш. 86°52′ зх. д. / 36.53° пн. ш. 86.87° зх. д.
Округ  Робертсон (англ. Robertson County) — округ (графство) у штаті  Теннессі, США. Ідентифікатор округу 47147.

## Історія
Округ утворений 1796 року.

## Демографія
За даними перепису 2000 року загальне населення округу становило 54433 осіб, зокрема міського населення було 22746, а сільського — 31687. Серед мешканців округу чоловіків було 27051, а жінок — 27382. В окрузі було 19906 домогосподарств, 15442 родин, які мешкали в 20995 будинках. Середній розмір родини становив 3,06.
Віковий розподіл населення поданий у таблиці:
| Стать    | До 15 років | 15-21 | 22-29 | 30-39 | 40-49 | 50-65 | 65-85 | Понад 85 |
| -------- | ----------- | ----- | ----- | ----- | ----- | ----- | ----- | -------- |
| Чоловіки | 6276        | 2730  | 2771  | 4425  | 4278  | 4099  | 2291  | 181      |
| Жінки    | 5869        | 2421  | 2655  | 4552  | 4324  | 4146  | 2984  | 431      |

## Суміжні округи
- Лоґан, Кентуккі — північ
- Сімпсон, Кентуккі — північний схід
- Самнер — схід
- Девідсон — південь
- Чітем — південний захід
- Монтгомері — захід
- Тодд, Кентуккі — північний захід

## Виноски
1. ↑  U.S. Decennial Census. United States Census Bureau. Процитовано 14 квітня 2015.
2. ↑  Historical Census Browser. University of Virginia Library. Архів оригіналу за 11 серпня 2012. Процитовано 14 квітня 2015.
3. ↑  Forstall, Richard L., ред. (27 березня 1995). Population of Counties by Decennial Census: 1900 to 1990. United States Census Bureau. Процитовано 14 квітня 2015.
4. ↑  Census 2000 PHC-T-4. Ranking Tables for Counties: 1990 and 2000 (PDF). United States Census Bureau. 2 квітня 2001. Процитовано 14 квітня 2015.
5. ↑  State & County QuickFacts. United States Census Bureau. Архів оригіналу за 11 серпня 2011. Процитовано 7 грудня 2013.(англ.) Наведено за англійською вікіпедією.
6. ↑  American FactFinder. Бюро перепису населення США. Архів оригіналу за 26 лютого 2012. Процитовано 31 січня 2008.

| США | Це незавершена стаття з географії США. Ви можете допомогти проєкту, виправивши або дописавши її. |